# Strong City (Kansas)
Strong City es una ciudad ubicada en el condado de Chase en el estado estadounidense de Kansas. En el año 2010 tenía una población de 485 habitantes y una densidad poblacional de 346,43 personas por km².

## Geografía
Strong City se encuentra ubicada en las coordenadas 38°23′41″N 96°32′15″O / 38.39472, -96.53750 (38.394620, -96.537491).

## Demografía
Según la Oficina del Censo en 2000 los ingresos medios por hogar en la localidad eran de $30,192 y los ingresos medios por familia eran $35,833. Los hombres tenían unos ingresos medios de $23,523 frente a los $20,938 para las mujeres. La renta per cápita para la localidad era de $13,807. Alrededor del 14.9% de la población estaban por debajo del umbral de pobreza.